# Andris Treimanis
Andris Treimanis (Kuldīga, 16 marzo 1985) è un arbitro di calcio lettone.

## Carriera
È stato selezionato ufficialmente per gli Europei under 21 del 2019 in Italia e San Marino.
Nel novembre 2019, dopo essere stato ufficialmente selezionato dalla FIFA, arriva a dirigere la finale del mondiale under 17 in Brasile, tra i padroni di casa e il Messico.